# شيموسوا
شيموسوا (باليابانية: 下諏訪町) هي مدينة تقع في محافظة ناغانو، اليابان. في عام 2019 بلغ عدد سكان المدينة 20,055 نسمة في 8864 أسرة، وتبلغ الكثافة السكانية 300 شخصًا لكل كيلومتر مربع. تبلغ المساحة الإجمالية للمدينة 66.87 كيلومتر مربع.

## الموقع
تقع شيموسوا في وسط محافظة ناغانو، على بعد حوالي 50 كيلومترًا من عاصمة المحافظة مدينة ناغانو و200 كيلومتر من طوكيو. يحد المدينة من الجنوب بحيرة سوا. يبلغ ارتفاع البلدة عن وسط المدينة 760 مترًا، وتغطيها الغابات بنسبة 82%.

## المناخ
تتمتع المدينة بمناخ قاري رطب يتميز بصيف دافئ ورطب وشتاء بارد (تصنيف كوبن للمناخ Dfb). يبلغ متوسط درجة الحرارة السنوية في شيموسوا 7.3 درجة مئوية. ويبلغ متوسط هطول الأمطار السنوي 1540 ملم، ويعتبر شهر أيلول/سبتمبر هو الشهر الأكثر رطوبة. تكون درجات الحرارة أعلى في المتوسط في آب/أغسطس، عند حوالي 20.2 درجة مئوية، والأدنى في كانون الثاني/يناير، عند حوالي -5.1 درجة مئوية.

## تاريخياً
كانت منطقة شيموسوا الحالية جزءًا من مقاطعة شينانو القديمة، وكانت تُدار كجزء من أراضي مجال سوا تحت حكم شوغونية توكوغاوا. خلال فترة إيدو، تطورت شيموسوا-شوكو لتصبح المحطة التاسعة والعشرين على طريق ناكاسيندو السريع المكون من 59 محطة والذي يربط إيدو بمدينة كيوتو وكانت أيضًا محطة بريدية على كوشو كايدو .
تم إنشاء قرية شيموسوا مع إنشاء نظام البلديات الحديث في 1 نيسان/أبريل 1889 وتم رفعها إلى وضع المدينة في 30 حزيران/يونيو 1893.

## التعليم
يوجد في شيموسوا مدرستان ابتدائيتان عامتان ومدرستان إعداديتان حكوميتان تديرهما حكومة المدينة، ومدرسة ثانوية واحدة يديرها مجلس التعليم بمحافظة ناغانو.

## توأمة
- الصين – كايفنغ، خنان.[4]

## مواقع الجذب السياحي
شيموسوا هي موقع اثنين من المزارات التي تشكل ضريح سوا تايشا الشهير أو ضريح سوا الكبير. يتم تجديد مزارات هاروميا (春宮) وأكيميا (秋宮) بشكل رمزي كل ست سنوات خلال مهرجان أونباشيرا. يتم قطع الأشجار الضخمة في طقوس الشنتو، ثم يتم سحب جذوع الأشجار من الجبال إلى الأضرحة.
تعد شيموسوا أيضًا موقعًا للعديد من أونسن أو الينابيع الساخنة الطبيعية.
يقع موقع منجم هوشيغاتو سبج، وهو أحد آثار فترة جومون والموقع التاريخي الوطني في شيموسوا، ولكن لا توجد مرافق عامة أو إمكانية للوصول له.